# Mar de Weddell
El mar de Weddell o mar Weddell es una amplia porción del océano Atlántico Sur en la Antártida dentro del área también conocida como océano Antártico (o mar Glacial Antártico). Sus límites generalmente reconocidos son: la península Antártica al oeste, la línea que une la isla Joinville con la isla Clarence, las islas Orcadas del Sur al norte, las Islas Tule del Sur, la Tierra de Coats y la Costa de la Princesa Marta hasta el cabo Norvegia al este, y al sur la tierra continental de la Antártida que algunos países denominan Tierra de Edith Ronne.
Varias barreras de hielo, incluida la barrera de hielo Filchner-Ronne, bordean el mar de Weddell. Algunas de las barreras de hielo del lado este de la península Antártica, que antiguamente cubrían aproximadamente 10 000 kilómetros cuadrados (3861,0 mi²) del mar de Weddell, habían desaparecido por completo en 2002. Los científicos consideran que el mar de Weddell tiene el agua más clara de todos los mares. Investigadores del Instituto Alfred Wegener, al encontrar un disco de Secchi visible a una profundidad de 80 metros (87,5 yd) el 13 de octubre de 1986, comprobaron que la claridad correspondía a la del agua destilada.

## Etimología
El mar debe su nombre al marino escocés James Weddell, que se adentró en él en 1823 y lo bautizó originalmente con el nombre del rey Jorge IV; fue rebautizado en honor de Weddell en 1900. También en 1823, el capitán de caza estadounidense Benjamin Morrell afirmó haber visto tierra a unos 10-12° al este del límite oriental real del mar. La llamó Nueva Groenlandia Meridional, pero su existencia quedó desmentida cuando se exploró el mar más a fondo a principios del siglo XX. Weddell llegó tan al sur como  74°S; la penetración más meridional desde Weddell pero antes de la era moderna fue realizada por William Speirs Bruce en 1903.
El mar de Weddell es una importante zona de formación de masas de aguas profundas a través del cabbeling, principal fuerza motriz de la termohalina. Las masas de aguas profundas también se forman por cabbeling en el Atlántico Norte y están causadas por las diferencias de temperatura y salinidad del agua. En el mar de Weddell, esto se produce principalmente por exclusión de salmuera y enfriamiento por el viento.

## Geografía

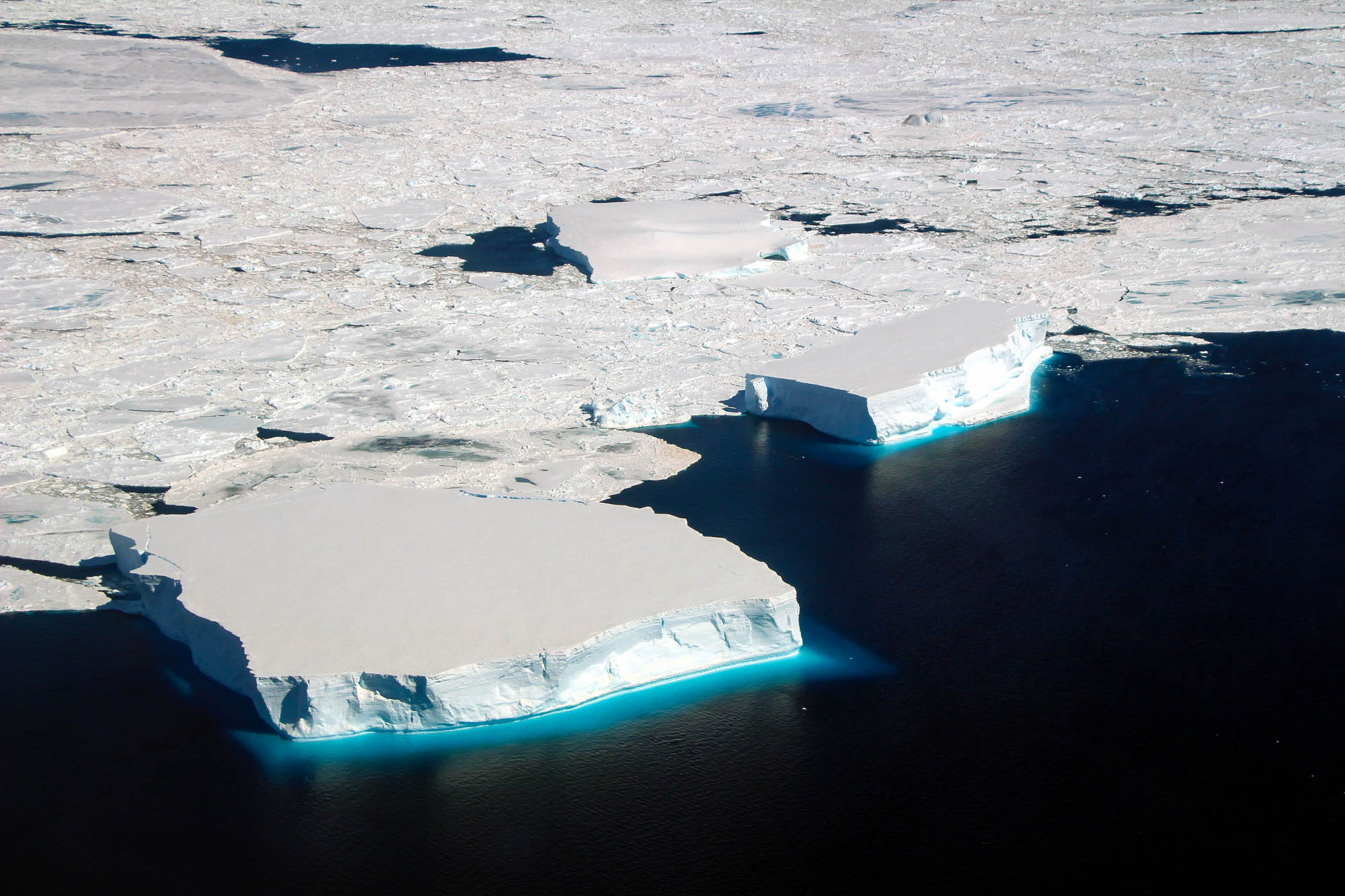
Barrera de hielo.

La máxima anchura de este mar alcanza aproximadamente los 2.000 km, cubriendo un área estimada de 2,8 millones de km².
En el sector sur del mar de Weddell se encuentra la segunda barrera de hielo más grande del mundo: la barrera de hielo Filchner-Ronne, que contiene varias elevaciones del hielo, la mayor de las cuales es la isla Berkner. Junto al litoral oriental de la península Antártica está la barrera de hielo Larsen, cuya parte norte ha colapsado rápidamente en los últimos años.
La parte de la Antártida ubicada al oeste de este mar, hasta el mar de Ross, se denomina Antártida Occidental o Menor, y al este, Antártida Oriental o Mayor.

## Geología
Al igual que otras partes vecinas de la Antártida, el mar de Weddell comparte una historia geológica común con el extremo sur de Sudamérica. En el sur de la Patagonia, al inicio de la orogenia andina en el Jurásico, la tectónica extensional creó la cuenca de Rocas Verdes, una cuenca de retroarco cuya extensión superviviente hacia el sureste forma el mar de Weddell. En el Cretácico tardío, el régimen tectónico de la cuenca de Rocas Verdes cambió, lo que condujo a su transformación en una cuenca de antepaís compresiva —la cuenca de Magallanes— en el Cenozoico.  Mientras esto ocurría en Sudamérica, la parte de la cuenca del mar de Weddell escapó a la tectónica compresiva y siguió siendo una cuenca oceánica.

## Oceanografía
El mar de Weddell es uno de los pocos lugares del océano mundial donde se forman masas de agua profundas y de fondo que contribuyen a la circulación termohalina global, que se ha ido calentando lentamente durante la última década. Las características de las masas de agua exportadas son el resultado de complejas interacciones entre el forzamiento de la superficie, modificado significativamente por los procesos del hielo marino, la dinámica oceánica en la ruptura de la plataforma continental y la transformación de la masa de agua del talud y de la plataforma subhielo.
La circulación en el mar de Weddell occidental está dominada por una corriente que fluye hacia el norte. Esta corriente hacia el norte es la sección occidental de un giro ciclónico impulsado principalmente por el viento llamado el Giro de Weddell. Esta corriente hacia el norte es la principal fuerza de salida del agua del mar de Weddell, un importante lugar de modificación del agua oceánica y de formación de aguas profundas, hacia el resto del océano mundial. El Giro de Weddell es una capa superficial fría y de baja salinidad, separada por una fina y débil picnoclina de una capa gruesa de agua relativamente cálida y salada, denominada Agua Profunda de Weddell (WDW), y una capa de fondo fría.
La circulación en el mar de Weddell ha resultado difícil de cuantificar. Las alturas superficiales geopotenciales por encima del nivel de 1000 dB, calculadas a partir de datos históricos, sólo muestran corrientes superficiales muy débiles. Cálculos similares realizados con datos más espaciados también mostraron pequeñas corrientes. Se supuso que el cierre de la circulación del giro era impulsado por el transporte de Sverdrup. El mar de Weddell es un lugar importante para la formación de aguas profundas.
Por lo tanto, además de un componente de giro impulsado por el viento de la corriente límite, se espera una circulación más profunda cuya dinámica y transportes reflejen una entrada de agua densa en el sur y suroeste del mar de Weddell. Los datos disponibles no se prestan a la cuantificación de los transportes de volumen asociados a esta región fronteriza occidental, ni a la determinación de la circulación convectiva profunda a lo largo del límite occidental.

## Clima
El predominio de fuertes vientos superficiales paralelos a la angosta y alta cadena montañosa de la península antártica es una característica notable del tiempo y el clima en el área occidental del mar de Weddell. Los vientos llevan aire frío a latitudes más bajas y se desplazan hacia el suroeste más al norte.
Estos vientos son de interés no solo por su influencia en el régimen de temperatura al este de la península, sino también porque condicionan la deriva del hielo hacia el noreste hacia el océano Atlántico Sur como la última rama de la circulación en el sentido de las agujas del reloj en la atmósfera inferior a lo largo de las costas del mar de Weddell. El fuerte contraste entre las condiciones de viento, temperatura y hielo en los dos lados de la península Antártica es bien conocido desde hace muchos años.
Fuertes vientos en la superficie hacia el ecuador a lo largo del lado este de la península Antártica pueden ocurrir en dos tipos diferentes de situaciones meteorológicas sinópticas: un ciclón intenso sobre el mar de Weddell central, un amplio flujo de aire frío estable de este a oeste en los 500 a atmósfera de 1000 metros sobre el centro y/o el sur del mar de Weddell hacia la península. Estas condiciones conducen a la acumulación de aire frío en el borde oriental de las montañas. Este proceso conduce a la formación de una cresta de alta presión sobre la península (principalmente al este de la cumbre) y, por lo tanto, desvía el flujo de aire original hacia el oeste hacia la derecha, a lo largo de la pared de la montaña

## Historia
Se cree que la separación del antiguo supercontinente Gondwana comenzó en el mar de Weddell.
El mar de Weddell fue descubierto en 1823 por el marino británico James Weddell, quien alcanzó los 74°S y lo denominó George IV Sea. El nombre Weddell Sea fue propuesto por Karl Fricker en 1900 en homenaje a su descubridor. Fue explorado ampliamente por primera vez por el escocés William Speirs Bruce entre 1902 y 1904. 
En 1915, el barco de Ernest Shackleton, Endurance, quedó atrapado y fue aplastado por el hielo en este mar. Tras 15 meses en el campo de hielo Shackleton y sus hombres consiguieron llegar a Isla Elefante y regresaron sanos y salvos a casa. En marzo de 2022, se anunció que el pecio bien conservado del Endurance había sido descubierto a 4 millas (6,4 km) de su ubicación prevista, a una profundidad de 3008 metros (3289,6 yd).
En el borrador del proyecto de la 4° edición de Limits of Oceans and Seas de la Organización Hidrográfica Internacional, comunicado mediante la circular CL55 del 7 de noviembre de 2001, se propusieron límites para el mar de Weddell. El proyecto final fue comunicado el 9 de agosto de 2002, pero fue retirado para nueva revisión el 19 de septiembre de 2002 sin que a septiembre de 2012 se publicara.

10.1 Mar de Weddell
 La mayoría de los que comentaron preferían que el límite noroeste fuera la isla Shishkova/Clarence y se ha propuesto ésta, en lugar de la isla Joinville.
 Ha habido acuerdo en utilizar los nombres alternativos de Shishkova e isla Clarence, pero falta de acuerdo sobre su orden. Se ha propuesto una elección arbitraria de Shishkova precediendo a Clarence. Se ha adoptado el uso del nombre genérico inglés "Island", siguiendo el principio general utilizado para el Capítulo 10.
 Hay desacuerdo sobre la elección del emplazamiento del ángulo noreste: Rusia propone el que figura en el texto como 59°27'S - 27°22'O y el Reino Unido propone 59°30'S - 12°12'O. Ambos países justifican científicamente su elección. Se propone la primera, que se basa en un punto terrestre concreto, la isla de Thule.
Comentarios del proyecto de la 4° edición de Limits of Oceans and Seas

## Ecología
En el mar de Weddell abundan las ballenas y las focas. La fauna característica del mar incluye la foca de Weddell y las orcas, ballenas jorobadas, rorcuales Minke, focas leopardo y focas cangrejeras se ven con frecuencia durante los viajes por el mar de Weddell.
El pingüino de Adelia es la especie de pingüino dominante en esta remota zona debido a su adaptación al duro entorno. En la volcánica isla Paulet hay una colonia de más de 100.000 parejas de Adelia.
Hacia 1997, se descubrió la colonia de pingüinos emperador más septentrional al sur de la isla Snowhill, en el mar de Weddell. Como el mar de Weddell suele estar atascado de hielo, para llegar a esta colonia se necesitan embarcaciones fuertes equipadas con helicópteros.
En 2021, se informó que esponjas y otros alimentadores de suspensión no identificados se han encontrado creciendo bajo la Barrera de hielo Filchner-Ronne en una roca a una profundidad de 1.233 m (872 de los cuales eran de hielo), 260 km de aguas abiertas.
En febrero de 2021 el Instituto Alfred Wegener para la Investigación Polar y Marina con el RV Polarstern, descubrió una colonia de aproximadamente 60 millones de peces de hielo de Jonás que habitan en una zona del mar de Weddell. Se calcula que la colonia abarca unos 240 kilómetros cuadrados, con una media de un nido por cada tres metros cuadrados.